# Interxion
Interxion was een in Nederland gevestigde multinational die datacenters en colocatie aanbiedt. Het bedrijf heeft datacentra in de belangrijkste Europese landen, waaronder een in Amsterdam.

## Geschiedenis
Het bedrijf is opgericht in 1998 en heeft het hoofdkantoor in Schiphol-Rijk. Sinds 2011 is het bedrijf beursgenoteerd aan de beurs van New York.
Interxion ontving in 2010 de prijs voor "Buitengewone bijdrage aan de datacenter-sector" tijdens de jaarlijkse Data Centre Europe prijsuitreiking in Nice, Frankrijk. Een jaar later werd het bedrijf genomineerd als een van de finalisten voor "IT-operator van het jaar".
In 2019 haalde het bedrijf het nieuws door plannen tot het vestigen van een datacentrum in een voormalige onderzeeërbasis in Marseille, gebouwd door de Duitsers vanaf 1943, maar nooit in gebruik genomen. De onderzeeërbasis wordt omgebouwd naar een datacenter aan zee.
Het bedrijf werd in oktober 2019 overgenomen door het Amerikaanse Digital Realty voor 8,4 miljard dollar.